# The War (documental)
The War es una miniserie documental de televisión estadounidense de siete partes sobre la Segunda Guerra Mundial desde la perspectiva de los Estados Unidos. El programa fue producido por los cineastas estadounidenses Ken Burns y Lynn Novick, escrito por Geoffrey Ward y narrado principalmente por Keith David. Se estrenó el 23 de septiembre de 2007 y tuvo lugar en el Palace Theatre de Luverne, Minnesota, una de las ciudades que aparecen en el documental. Fue financiado en parte por el National Endowment for the Humanities.

## Producción
La serie se centra en la Segunda Guerra Mundial de manera "de abajo hacia arriba" a través de los lentes de cuatro "ciudades esencialmente americanas": Luverne, Minnesota, Mobile, Alabama, Sacramento, California y Waterbury, Connecticut. La serie relata las experiencias de varios individuos de estas comunidades a medida que avanzan en la guerra en el frente del Pacífico, África y Europa, y se enfoca en el efecto de la guerra en ellos, sus familias y sus comunidades.
Varios actores notables como Adam Arkin, Tom Hanks, Keith David, Samuel L. Jackson, Josh Lucas, Bobby Cannavale y Eli Wallach son escuchados como actores de voz que leen artículos de periódicos contemporáneos, telegramas, cartas desde el frente, etc. Personas notables, incluidas Daniel Inouye, Sidney Phillips, Joe Medicine Crow y Paul Fussell fueron entrevistados.
El documental completo dura 14 horas y se transmitió en siete partes en PBS durante dos semanas, comenzando el domingo 23 de septiembre de 2007 y continuando cuatro noches la primera semana y tres noches la segunda semana, de 20:00 a 22:00 (20:00 a 22:30 tres noches). El documental se proporcionó a los afiliados de PBS en dos versiones: una con blasfemias generalmente prohibida por las regulaciones de la FCC (incluidas las explicaciones de las siglas FUBAR y SNAFU) y otra sin los improperios.